# جامعة جان مولين ليون 3
جامعة جان مولان ليون 3 (بالفرنسية: Université Jean Moulin Lyon 3)‏، والمعروفة أيضًا باسم ليون 3، هي إحدى الجامعات الحكومية الثلاث في ليون بفرنسا. سُميت على اسم المقاوم الفرنسي جان مولان وتتخصص في القانون والسياسة والفلسفة والإدارة واللغات.
وهي تحت إشراف أكاديمية ليون. ويبلغ إجمالي عدد الطلاب الذين يدرسون فيها للحصول على درجات البكالوريوس والدراسات العليا 27 ألف طالب. الجامعة عضو في جامعة ليون ومجموعة كويمبرا ورابطة الجامعات الأوروبية (EUA).